# Platydemus manokwari
Plathelminthe de Nouvelle-Guinée
Espèce
Platydemus manokwari, le Plathelminthe de Nouvelle-Guinée, est une espèce de vers plats terrestres de la famille des Geoplanidae (sous-famille des Rhynchodeminae). Il s'agit d'une espèce de grande taille, prédatrice et invasive.
Originaire de Nouvelle-Guinée, ce ver a été accidentellement introduit dans de nombreux pays. Il a aussi été volontairement introduit dans deux îles du Pacifique dans l'espoir d'y contrôler une invasion d'escargots géants africains (Achatina fulica). Capable d'occuper de nombreux habitats, il se nourrit d'un grand nombre d'invertébrés, notamment d'escargots terrestres, et a un impact négatif significatif sur la faune endémique de ces animaux dans ces îles.
Il a été signalé pour la première fois en Europe en 2014.

## Biologie

### Description
Il s'agit d'un ver relativement grand, entre 40 et 60 mm de long pour 4-7 mm de large. Il est très plat, n'atteignant pas 2 mm d'épaisseur. Ses deux extrémités sont pointues, la tête encore plus que la queue. Près du sommet de la tête se trouvent deux yeux sombres. La face supérieure de l'animal est brun foncé, avec une fine ligne médiane plus claire. La face inférieure est gris pâle. C'est là que se trouve la bouche, un peu en arrière du milieu.

### Habitat
Platydemus manokwari est originaire de l'île de Nouvelle-Guinée, dans l'ouest de l'Océan Pacifique. Il s'y nourrit de mollusques terrestres. L'espèce a été découverte en 1962 par de Beauchamp dans le nord de l'Australie, dans le Queensland.
L'habitat original du Plathelminthe de Nouvelle-Guinée se trouve sous les Tropiques, mais il a été découvert dans presque toutes les régions tempérées du globe, que ce soit dans des terres agricoles, des zones côtières ou des milieux bouleversés, ainsi que dans des forêts naturelles ou plantées, à proximité des fleuves, dans des broussailles, des zones urbaines et des zones humides. Il ne vit pas dans les zones côtières urbaines, peut-être pour des raisons environnementales comme le manque de végétation.

### Alimentation

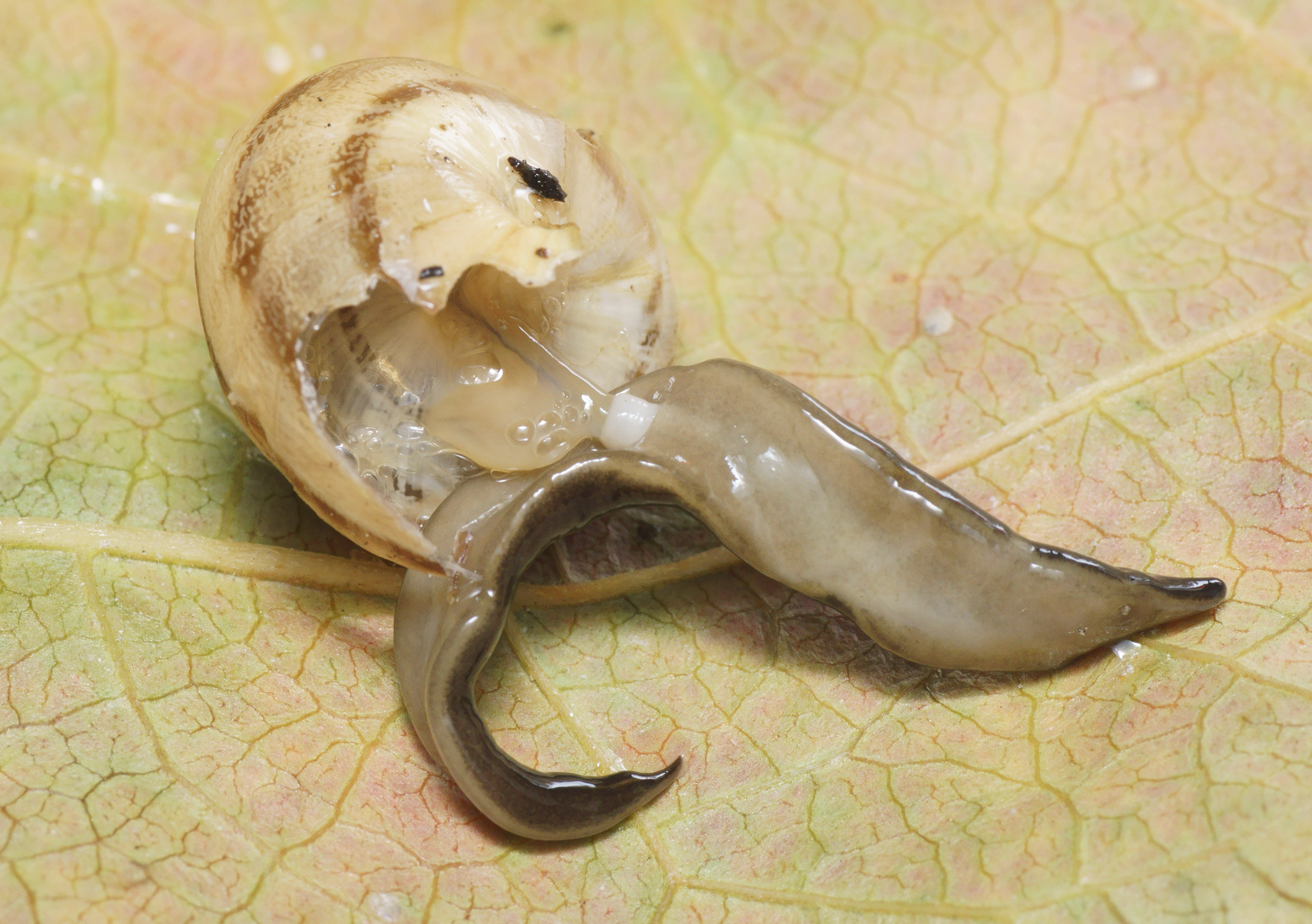
Platydemus manokwari consommant un escargot (') en conditions expérimentales. Il a été dérangé et montre son pharynx blanc, cylindrique, en position ventrale.

Platydemus manokwari se nourrit principalement de petits escargots terrestres, mais on sait qu'il consomme aussi de nombreux invertébrés du sol comme les vers de terre, les limaces et certains arthropodes. Dans son milieu naturel, il est le principal prédateur des mollusques terrestres, et consomme les escargots tout au long de leur cycle de vie, y compris les jeunes juste éclos. Il ne reconnaît pas les œufs récemment pondus comme une source de nourriture possible, mais consomme les nouveau-nés et les œufs sur le point d'éclore. Il utilise des capteurs chimiques pour repérer les trainées de mucus de ses proies et les suivre, parfois jusque dans les arbres. Dans les zones où les populations d'escargots terrestres ont été anéanties, il peut consommer d'autres plathelminthes.
Son régime alimentaire connaît aussi des variations saisonnières. Selon les études de Sugiura, il a mangé 90 % des escargots terrestres de juillet à novembre, mais seulement 40 % au cours des autres mois. Il existe en effet une corrélation positive entre la mortalité des escargots et la température. Cette différence saisonnière peut être expliquée par des comportements de prédation différents, des conditions microclimatiques différentes et des densités différentes

### Prédateurs
Platydemus manokwari n'a aucun prédateur connu. Il sert cependant d'hôte paraténique au nématode Angiostrongylus cantonensis, un parasite des artères pulmonaires des rats. Ce nématode parasite le plathelminthe ainsi que l'Escargot géant africain, qui peuvent tous deux le transmettre. A. cantonensis peut aussi parasiter l'homme, chez qui il cause l'angiostrongylose. P. manokwari a donc un rôle dans l'épidémiologie de cette maladie. Lors d'une poussée d'angiostrongylose dans la préfecture d'Okinawa, les populations d'hôtes d'A. cantonensis ont été étudiées pour découvrir lesquelles étaient les plus infectées. Platydemus manokwari s'est révélé un des hôtes les plus infectés, avec un taux de 14,1 %. Il est probable qu'il transmette la maladie en déposant les larves du nématode sur la face inférieure des feuilles de choux, où il vit fréquemment.

## Espèce envahissante

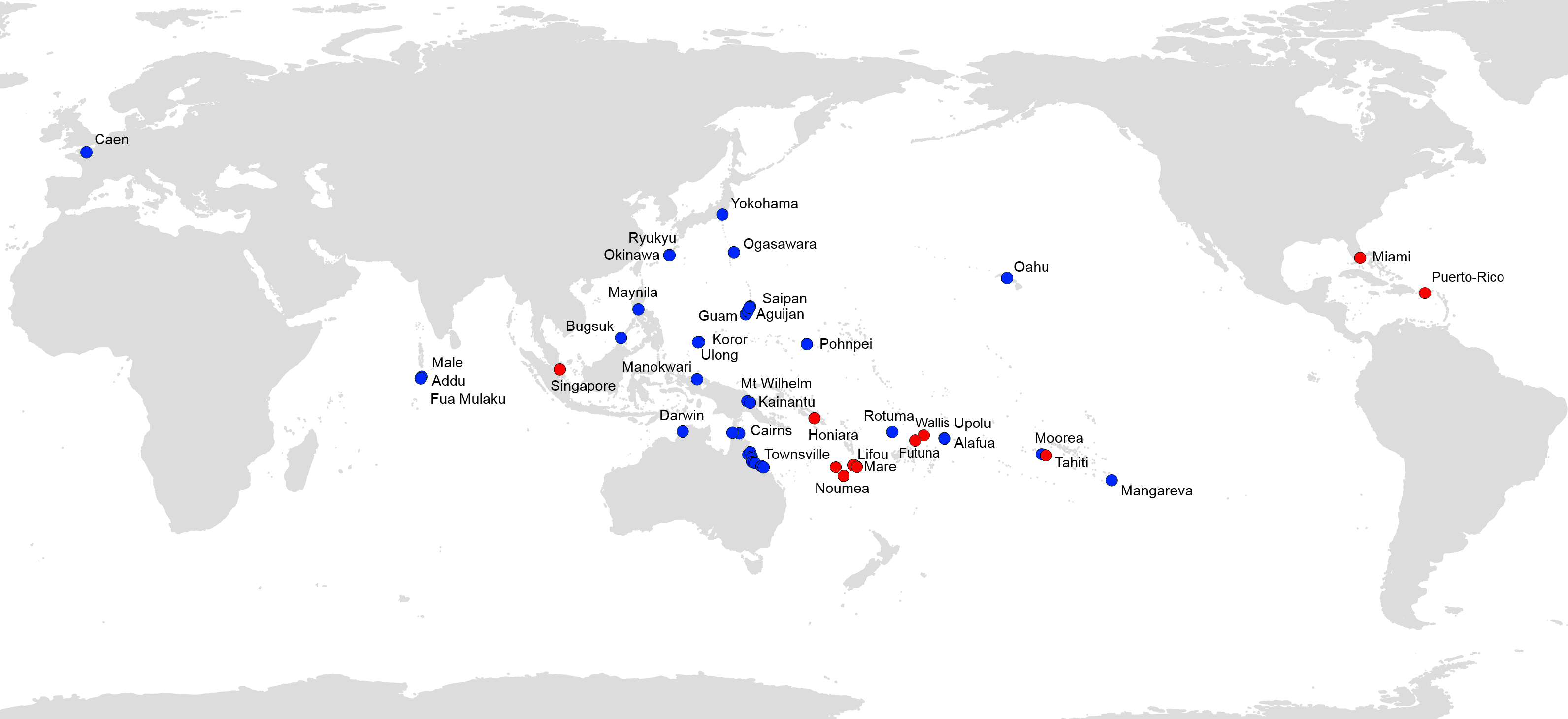
Carte de distribution en juin 2015.

### Îles envahies
Le Plathelminthe de Nouvelle-Guinée a été introduit dans plusieurs îles tropicales et subtropicales comme les États fédérés de Micronésie, les Marquises, les îles de la Société, Samoa, la Mélanésie et les îles Hawaii. Ces îles possèdent souvent des bouquets d'espèces de mollusques rares, qui sont une source majeure de son alimentation. Il a également été introduit dans plusieurs des îles du Japon. En 2020, l'espèce a été signalée pour la première fois dans les Antilles françaises, en Guadeloupe . Il a été identifié en 2017 dans une serre du Jardin des plantes de Caen.

### Méthodes et objectifs d'introduction
Ces méthodes sont diverses. Dans certains cas, il s'agit d'accidents, par exemple lors de la vente de plantes tropicales en pots dont la terre contient Platydemus manokwari, ou du déplacement de machines et d'équipement souillés. On trouve souvent le plathelminthe dans les restes de terre sur les engins de chantier, et il est déplacé avec eux. Il peut également conquérir de nouveaux territoires avec des graines utilisées pour y reconstituer la végétation.
Platydemus manokwari a aussi été parfois introduit volontairement, comme agent de contrôle biologique. À Guam et dans l'archipel d'Okinawa, notamment, on l'a introduit pour lutter contre l'Escargot géant africain, qui ravageait les cultures et menaçait l'industrie agricole. Il a été affirmé que « la plupart des « preuves » que ces prédateurs peuvent contrôler les populations d'Achatina fulica est basée sur une mauvaise compréhension des principes écologiques. Le fait que ces prédateurs consomment l'Escargot géant africain ne prouve pas qu'ils peuvent en contrôler les populations (...). » Le plathelminthe a limité la population d'achatine, mais il a aussi commencé à attaquer les escargots terrestres locaux, avec un tel succès que sa propre population a énormément augmenté, en même temps que les escargots endémiques connaissaient un déclin marqué.

### Effets écologiques
Le plathelminthe a eu des effets multiples sur l'écologie des communautés biologiques dans lesquelles il a été introduit. Dans les îles du Pacifique, plusieurs escargots endémiques locaux, particulièrement Partula, Mandarina (en), M. aureola (en), B. similaris, Allopeas (en) kyotoense, Meghimatium (en) bilineatum et A. fulica, ont disparu ou ont vu leurs populations s'effondrer. Son efficacité comme espèce invasive au détriment des escargots de plusieurs îles lui a valu d'être nommé une des « 100 pires espèces exotiques envahissantes ».
Ces succès peuvent être attribués à plusieurs facteurs. Un des premiers est la rareté, voire l'absence de prédateurs, et donc de facteurs biologiques limitants. Ce plathelminthe est aussi capable d'une grande tolérance aux variations environnementales, bien qu'il ne puisse survivre dans les régions les plus froides. Il a montré des méthodes de chasse et d'attaque variables. Des expériences de Yamaura et Sugiura ont prouvé qu'il est capable de grimper aux arbres et de suivre les mollusques terrestres grâce à son odorat.
D'autres expériences menées sur cinq espèces de plathelminthes ont montré que P. manokwari est de loin la plus efficace : Isamu Okochi et ses collègues ont installé cinq espèces en compagnie d'escargots endémiques. Platydemus manokwari a été la seule à attaquer les escargots dans la journée suivant son introduction. Deux autres espèces ont consommé les escargots, mais avec un taux de prédation irrégulier. Cela indique que P. manokwari surpasse les autres plathelminthes carnivores et consomme plus d'espèces endémiques que les autres. Plus encore, ces données montrent qu'il peut commencer à se nourrir d'espèces indigènes dès son introduction. En d'autres termes, P. manokwari s'adapte rapidement à un nouvel environnement et peut même détruire rapidement des écosystèmes fragiles.

### Méthodes de contrôle
Il n'en existe actuellement aucune. Il serait éventuellement possible d'utiliser une version modifiée d'un parasite comme agent de contrôle biologique, de la même façon que le virus de la myxomatose a été utilisé pour exterminer les lapins en Australie. On pourrait ainsi utiliser une version modifiée du nématode parasite Angiostrongylus cantonensis. Cet organisme a l'inconvénient d'être aussi un parasite des mollusques et des êtres humains, et pourrait donc avoir un impact sur d'autres espèces que la cible envisagée.
Plusieurs chercheurs ont théorisé qu'un des rares facteurs qui limite l'expansion du Plathelminthe de Nouvelle-Guinée est sa faible tolérance aux basses températures. Il prospère entre 18 et 28 °C, températures courantes dans de nombreuses îles tropicales et subtropicales. Dans une expérience de Shinji Sugiura, des exemplaires ont été placés pendant quatorze jours en contact avec un certain nombre d'escargots terrestres à des températures variant de 10 à 26 °C. Dans le récipient maintenu à 10 °C, seuls 23,3 % des plathelminthes ont survécu, et aucun n'a consommé d'escargots. À des températures supérieures, leurs taux de survie et de prédation augmentent.

### Futur des communautés envahies
La principale incertitude au sujet des communautés envahies par le Plathelminthe de Nouvelle-Guinée concerne la survie des populations d'escargots endémiques. Selon les données actuelles, sa prédation est la principale cause d'extinction de plusieurs gastéropodes terrestres, natifs ou introduits. Ces données suggèrent que les populations endémiques qui n'ont pas déjà disparu sont en fort déclin depuis son introduction. Il y a même peu d'espoir que celles-ci retrouvent jamais leur importance d'origine, en raison de sa présence.
Bien que profitable aux paysans et à l'agriculture de ces régions, ce déclin des escargots modifie de façon importante la chaîne alimentaire et les interactions entre les organismes endémiques des îles, ce qui peut affecter l'ensemble de leurs délicats écosystèmes. Les modifications futures de ceux-ci sont donc incertaines.

## Systématique
Le nom valide complet avec auteur de ce taxon est Platydemus manokwari Beauchamp, 1962.
Ce taxon porte en français le nom vernaculaire ou normalisé suivant : Plathelminthe de Nouvelle-Guinée.

## Galerie:Platydemus manokwari, espèce invasive dans des pays variés

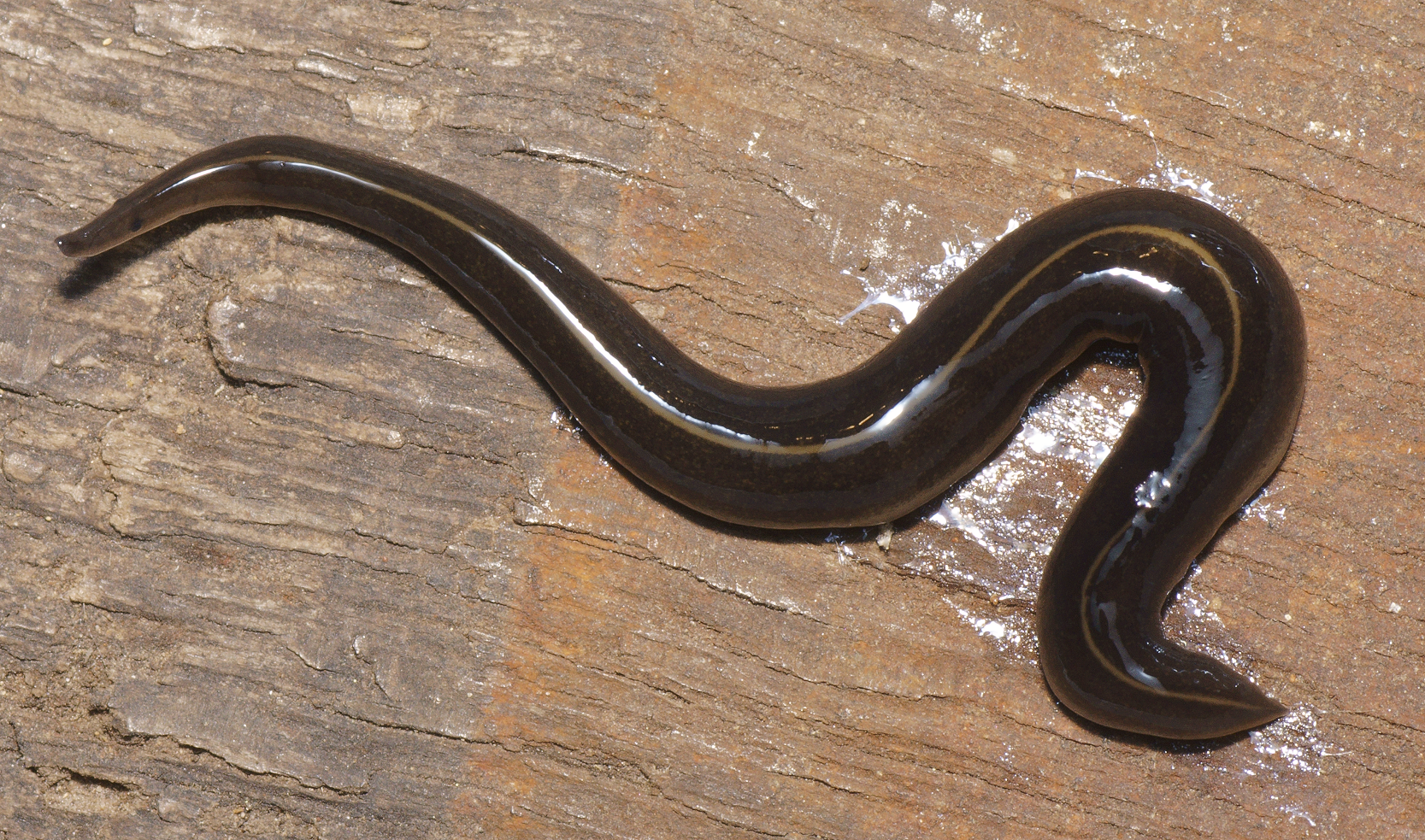
Platydemus manokwari en France.
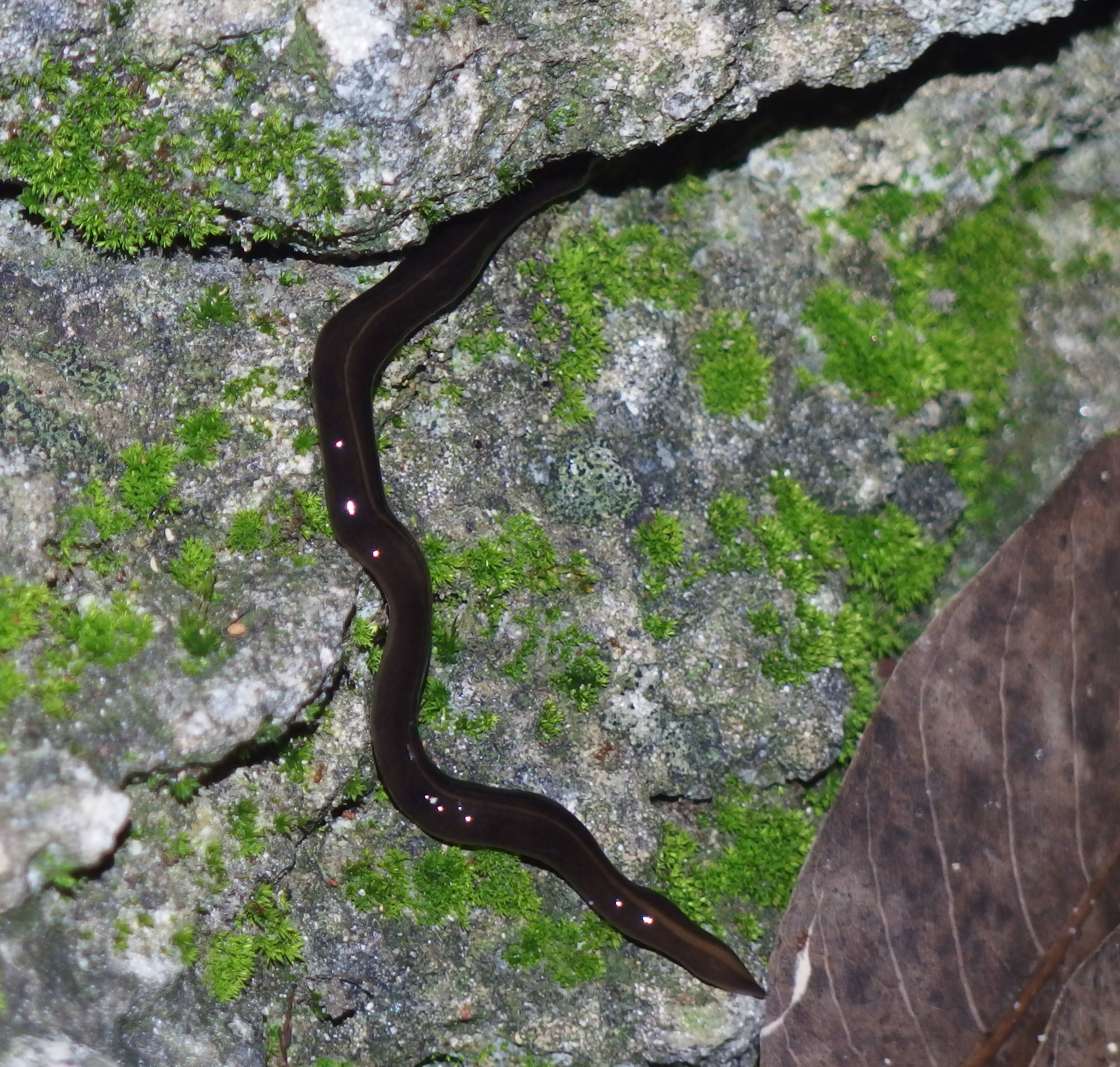
Platydemus manokwari en Floride.
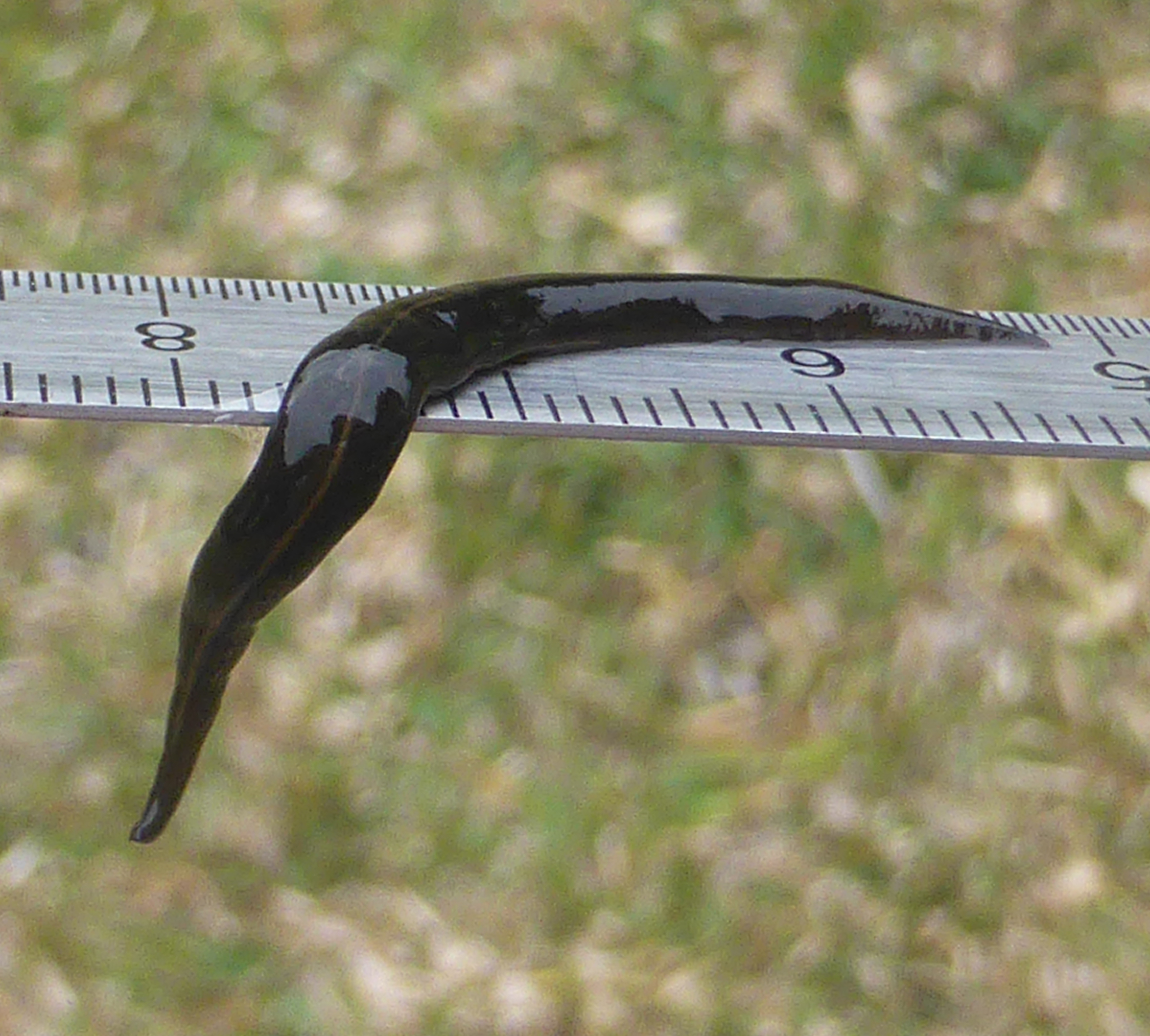
Platydemus manokwari en Nouvelle-Calédonie.
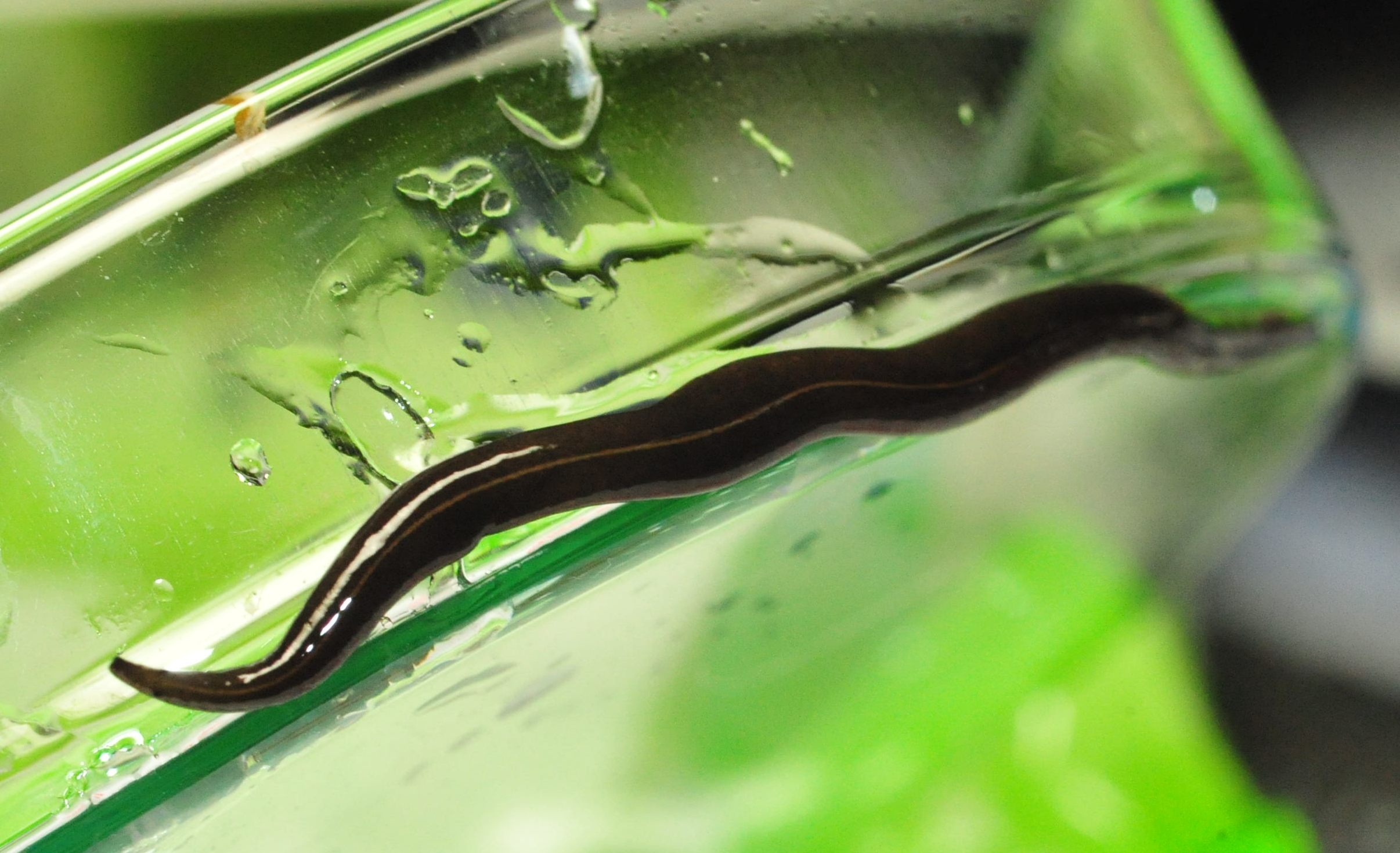
Platydemus manokwari à Singapour.
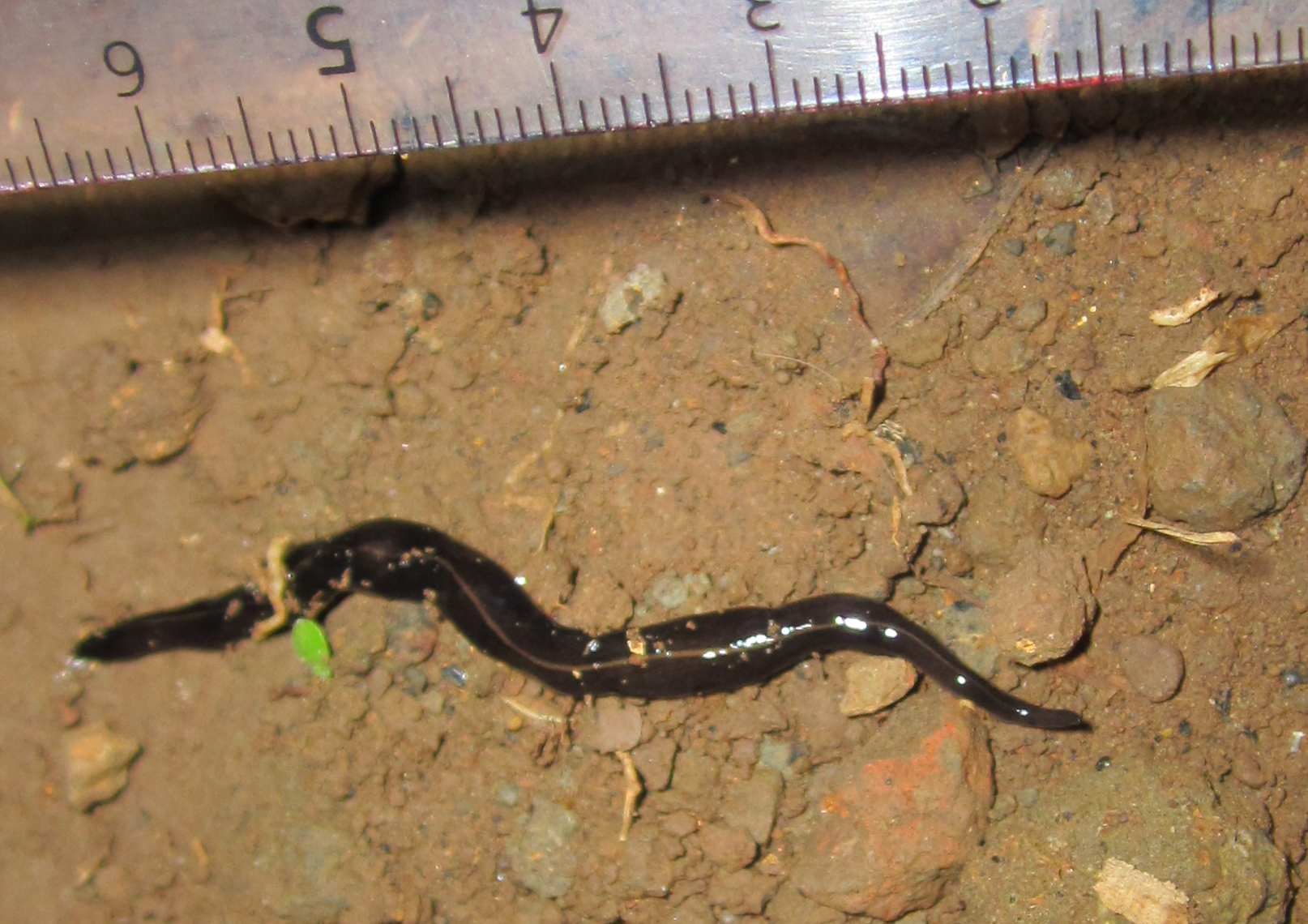
Platydemus manokwari à Tahiti.